# Rajkot
Rajkot (guyaratí: રાજકોટ, hindi:राजकोट}}, inglés: Rājkot) es la cuarta ciudad más poblada del estado de Guyarat, India con más de 1,43 millones de habitantes en 2008. Se encuentra ubicada en la península de Kathiawar.
Rajkot es sede administrativa del distrito homónimo, situado a orillas del río Aji y del río Niari. Rajkot fue la capital del entonces estado Saurashtra, del 15 de abril de 1948 al 31 de octubre de 1956, antes de la fusión en Bombay el 1 de noviembre de 1956.